# Stylaster profundus
Stylaster profundus är en nässeldjursart som först beskrevs av Henry Nottidge Moseley 1879.  Stylaster profundus ingår i släktet Stylaster och familjen Stylasteridae. Inga underarter finns listade i Catalogue of Life.